# Luis Orejuela
Luis Manuel Orejuela García (ur. 20 sierpnia 1995 w Cali) – kolumbijski piłkarz występujący na pozycji prawego obrońcy, reprezentant Kolumbii, od 2022 roku zawodnik brazylijskiego Athletico Paranaense.